# Созыв Вологодской городской Думы 1917—1918 годов
30 июля 1917 года Вологодская городская Дума была впервые избрана на всеобщих выборах на срок полномочий до 1 января 1919 года.

## Выборы
15 апреля 1917 года Временное правительство приняло первый закон о городском самоуправлении, по которому в городах с населением свыше 150 тысяч человек следовало избирать районные думы и управы. 21 мая были обнародованы постановления «О производстве выборов уездных и губернских земских гласных» и «О волостном земском управлении», 9 июня — «Об изменении действующего Положения о губернских и уездных земских учреждениях впредь до издания нового о них Положения» и «Об изменении действующих Положений об общественном управлении городов».
Результаты выборов:
| № Списка | Объединение | Число голосов | Число избранных гласных |
| -------- | --- | ------------- | ----------------------- |
| 2        | Союз домовладельцев | 1740          | 9                       |
| 2        | Еврейская объединённая партия «Свобода и традиция»                                                                                  | 199           | 2                       |
| 3        | Вологодское отделение Партии народной свободы                                                                                       | 2346          | 11                      |
| 5        | Еврейская организация сионистов | 264           | 2                       |
| 6        | Вологодский отдел социал-демократической группы «Единство» и Вологодский областной комитет Трудовой народно-социалистической партии | 1308          | 6                       |
| 6        | Объединённый список вологодских отделений РСДРП, эсеров и «Бунда»                                                                   | 6862          | 34                      |

## Работа созыва
Всего было избрано 60 гласных (депутатов). Председателем был избран Иван Галабутский. Созыв проработал 11 месяцев, в том числе, после установления в городе советской власти. В начале июня 1918 года после приезда в город советской ревизии во главе с Михаилом Кедровым были арестованы четыре депутата гордумы, в том числе председатель Иван Голабудский и член президиума Дмитрий Деларов. 21 июня губчека постановила арестовать «за напечатание контрреволюционных резолюций городской думы» редактора «Вологодского листка» М. А. Галкина, после чего газета была закрыта. 27 июня городская дума была распущена.

## Список депутатов
По списку № 1 от Союза домовладельцев (9 гласных):
1. Мазалев, Иван Иванович
2. Овечкин, Фёдор Николаевич
3. Иваницкий, Виктор Алексеевич
4. Кутьев, Евграф Дмитриевич
5. Никаноров, Василий Никанорович
6. Спасский, Евлампий Николаевич
7. Девятков, Александр Александрович
8. Никуличев, Василий Иванович

По списку № 2 от Вологодской еврейской объединённой партии «Свобода и традиция» (2 гласные):
1. Пинкус, Григорий Яковлевич

По списку № 3 от вологодского отдела партии Народной свободы (12 гласных):
1. Кудрявый, Виктор Андреевич — губернский комиссар (соответствует должности губернатора)
2. Клушин, Иван Фёдорович
3. Беккер, Борис Валентинович
4. Масленников, Николай Яковлевич
5. Виноградов, Алексей Михайлович
6. Зубов, Пётр Юльевич
7. Шеляпин, Илья Иванович
8. Кадников, Павел Александрович
9. Катинов, Василий Васильевич
10. Шипулин, Павел Иванович
11. Скрябин, Алексей Васильевич

По списку № 4 от объединённых Сионистов (1 гласный):
1. Лифшиц, Наум Абрамович

По списку № 6 от вологодского отдела Социал-демократической группы «Единство» и вологодского областного отдела Трудовой народно-социалистической партии (7 гласных):
1. Трапезников, Владимир Николаевич
2. Мокровский, Павел Павлович
3. Сигорский, Николай Васильевич
4. Капустин, Пётр Петрович
5. Жигалко, Александр Семёнович
6. Волков, Иван Владимирович

По списку № 7 от вологодской организации Российской социал-демократической рабочей партии с примыкающей к ней местной еврейской Социал-демократической рабочей организацией «Бунд» и партией социалистов-революционеров (34 гласных):
1. Прибытков, Сергей Нилович
2. Деларов, Дмитрий Иванович
3. Александров, Алексей Авксентьевич
4. Кузнецов, Василий Александрович
5. Полыковский, Симон-Иосель Борухович
6. Родионов, Василий Алексеевич
7. Дробышев, Василий Евсеевич
8. Маслов, Сергей Семёнович
9. Серов, Василий Иванович
10. Макеев, Василий Фёдорович
11. Котов, Павел Петрович
12. Митавская, Раиса Осиповна
13. Худак Абрам, Меер Иоселевич
14. Безсонов, Константин Васильевич
15. Коноплёва, Лидия Александровна
16. Швецов, Александр Ильич
17. Голосилов, Николай Кельсиевич
18. Голабутский, Иван Петрович (председатель)
19. Саммер, Иван Адамович
20. Александров, Пантелеймон Маркович
21. Ельцов, Владимир Константинович
22. Тевелин, Александр Александрович
23. Шишков, Александр Матвеевич
24. Пузин, Николай Петрович
25. Хлюстов, Козьма Петрович
26. Чижов, Яков Иванович
27. Дымерский, Яков Лейзерович
28. Бессонов, Сергей Алексеевич
29. Костин, Дмитрий Тарасович
30. Деларова, Елизавета Сергеевна
31. Тарутин, Анемподист Александрович
32. Коковин, Николай Александрович
33. Маймистов, Константин Григорьевич

## Портретная галерея

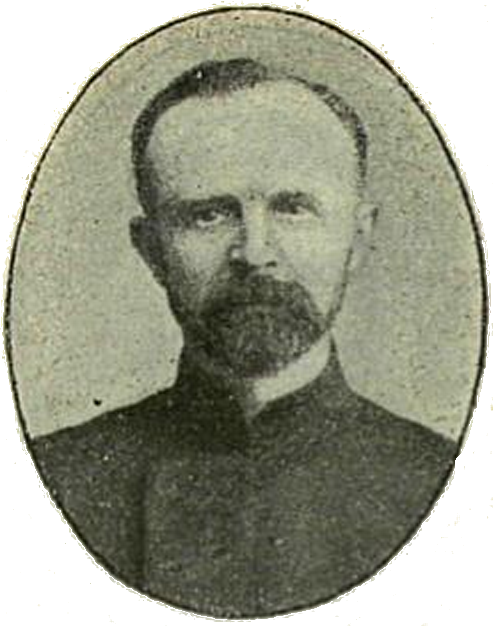
Дмитрий Деларов
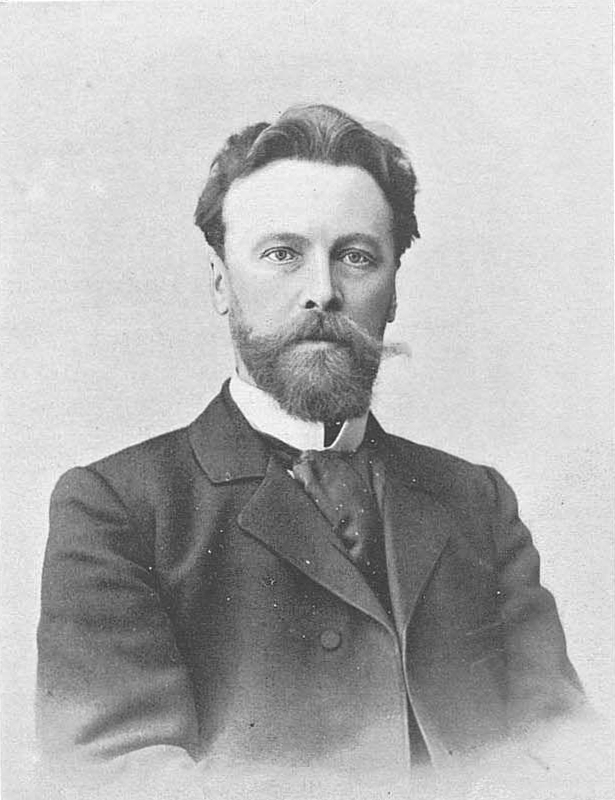
Виктор Кудрявый
Владимир Трапезников
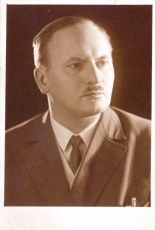
Сергей Маслов
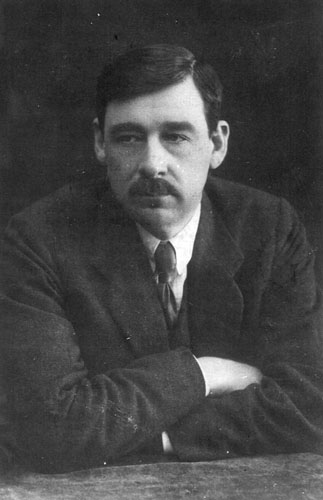
Пётр Зубов